# Tribes (band)
Tribes was een Engelse indie rockband. De band werd opgericht in 2010 en bestond uit Johnny Lloyd en Dan White van Operahouse, Jim Cratchley en Miguel Demelo. In 2011 tekende de band bij Island Records. Hierna verscheen de ep We were children. Dj Zane Lowe benoemde de titelsong Hottest Record in the World in zijn radioprogramma op BBC Radio 1. Het lied belandde op 19 februari 2012 op de hoogste positie in de Graadmeter van Pinguin Radio. Het debuutalbum Baby werd uitgebracht op 16 januari 2012. In hetzelfde jaar won Tribes een NME Award in de categorie Best New Band. Op 20 mei 2013 volgde het album Wish to scream.  Op 7 november 2013 kondigden de bandleden via Twitter en Facebook aan dat ze uit elkaar gingen.

## Discografie

### Demo
- Demos/Live, 2011

### Albums
- Baby, 2011
- Wish to scream, 2013

### Ep's
- We were children, 2011
- When my days come, 2011

### Singles
- Whenever, 2010
- Sappho, 2011
- When my day comes, 2011
- Corner of an English field, 2012
- We were children, 2012
- Dancehall, 2013
- How the other half live, 2013

## Ander werk
Zanger Johnny Lloyd heeft een aantal ep's uitgebracht. In januari 2013 verscheen zijn novelle A journey through the heart of a pig.